# (90949) 1997 VB5
1997 في بي 5 (ويعرف أيضًا باسم (90949) 1997 في بي 5 وفق تسمية الكوكب الصغير) (بالإنجليزية: 1997 VB5)‏ هو كويكب ضمن حزام الكويكبات؛ وترتيبه 90949 من حيث الاكتشاف.
اكتُشف هذا الجُرم الفلكي بواسطة تاكيشي أوراتا ‏ في 6 نوفمبر 1997.

## وصلات خارجية
- (90949) 1997 VB5 في قاعدة بيانات مختبر الدفع النفاث لأجرام النظام الشمسي الصغيرة

- الاكتشاف · مخطط المدار ·  العناصر المدارية · المعلمات المادية

- (90949) 1997 VB5 على موقع ويكي سكاي: DSS2, SDSS, GALEX, IRAS, Hydrogen α, X-Ray, Astrophoto, Sky Map, Articles and images